# Підводні човни проєкту 949 «Граніт»
| Підводні човни проєкту 949 «Граніт» | Підводні човни проєкту 949 «Граніт»                                      | Підводні човни проєкту 949 «Граніт»                                      |
| ----------------------------------- | ------------------------------------------------------------------------ | ------------------------------------------------------------------------ |
|                                     |                                                                          |                                                                          |
|                                     |                                                                          |                                                                          |
|                                     |                                                                          |                                                                          |
| Під прапором                        | СРСР                                                                     | СРСР                                                                     |
| Спуск на воду                       | 1980—1981 рр (2 човни)                                                   | 1980—1981 рр (2 човни)                                                   |
| Виведений зі складу флоту           | 1997 р                                                                   | 1997 р                                                                   |
| Проєкт                              |                                                                          |                                                                          |
| Тип ПЧ                              | Підводний човен атомний (багатоцільовий з ракетами крилатими)            | Підводний човен атомний (багатоцільовий з ракетами крилатими)            |
| Розробник проєкту                   | ЛПМБ «Рубін»                                                             | ЛПМБ «Рубін»                                                             |
| Головний конструктор                | Пустинцев П. П., Баранов І. Л.                                           | Пустинцев П. П., Баранов І. Л.                                           |
| Класифікація НАТО                   | Oscar-I                                                                  | Oscar-I                                                                  |
| Вартість                            | 226 млн рублів СРСР у цінах 1980 року (400 млн $)                        | 226 млн рублів СРСР у цінах 1980 року (400 млн $)                        |
| Основні характеристики              |                                                                          |                                                                          |
| Швидкість (надводна)                | 16 вузлів (31 км/год)                                                    | 16 вузлів (31 км/год)                                                    |
| Швидкість (підводна)                | 33 вузли (63 км/год)                                                     | 33 вузли (63 км/год)                                                     |
| Робоча глибина занурення            | 520 м                                                                    | 520 м                                                                    |
| Гранична глибина занурення          | 600 м                                                                    | 600 м                                                                    |
| Автономність плавання               | 120 діб                                                                  | 120 діб                                                                  |
| Екіпаж                              | 130 осіб                                                                 | 130 осіб                                                                 |
| Розміри                             |                                                                          |                                                                          |
| Довжина найбільша (по КВЛ)          | 144 м                                                                    | 144 м                                                                    |
| Ширина корпусу найб.                | 18,2 м                                                                   | 18,2 м                                                                   |
| Середня осадка (по КВЛ)             | 9 м                                                                      | 9 м                                                                      |
| Водотоннажність надводна            | 12500 т                                                                  | 12500 т                                                                  |
| Озброєння                           |                                                                          |                                                                          |
| Торпедно- мінне озброєння           | Носові: 2 ТА калібру 650-мм і 4 ТА калібру 533-мм (28 торпед)            | Носові: 2 ТА калібру 650-мм і 4 ТА калібру 533-мм (28 торпед)            |
| Ракетне озброєння                   | 24 ракети крилаті ЗМ-45 в 12 контейнерах ПУ ПКР комплексу П-700 «Граніт» | 24 ракети крилаті ЗМ-45 в 12 контейнерах ПУ ПКР комплексу П-700 «Граніт» |

Підводні човни проєкту 949 «Граніт» — серія радянських атомних підводних човнів (ПЧАРК), здатних нести крилаті ракети. При проєктуванні використовувалися технічні напрацювання від створення проєкту 661 «Анчар». Побудовано і передано флоту 2 човни цього проєкту. Планувалося побудувати 20 човнів, подальше виробництво продовжилося за покращеним проєктом 949A «Антей». Човни 949 проєкту призначалися для знищення авіанесучих з'єднань і були відповіддю СРСР на прийняття на озброєння у США атомних авіаносців класу Німіц.

## Конструкція

### Корпус
Двокорпусні, відстань між легким і міцним корпусами становить 3,5 м, що дає значний запас плавучості (30 %) і додатковий захист від підводних вибухів. Міцний корпус розділений на десять відсіків. Човни проєкту здатні лягати на ґрунт. Через специфічну форму корпусу ці човни на флоті називали «батонами».

### Радіоелектронне і гідроакустичне обладнання
Система прийняття й обробки інформації з супутників і видача цілевказань для використовування ракетного озброєння, встановлена на човнах проєкту, проєктувалася у київському НВО “Квант”.

## Озброєння
24 ракети 3М-45 комплексу П-700 «Граніт» є головним озброєнням човнів. Контейнери з двома ракетами розташовані в два ряди у середній частині човна з обох сторін поза міцним корпусом під кутом 40-45°, котрі закриваються кришками-обтікачами.
Торпедне озброєння представлене 2-ма 650-мм і 4-ма 533-мм торпедними апаратами. В боєкомплект входять 8-12 ракето-торпед.

## Представники
| Назва                    | Заводський номер | Закладений     | Спущений на воду | Прийнятий флотом  | Виведений з Флоту |
| ------------------------ | ---------------- | -------------- | ---------------- | ----------------- | ----------------- |
| К-525 «Архангельськ»анг. | 605              | 25 липня 1975  | 3 травня 1980    | 30 грудня 1980    | 31 липня 1996     |
| К-206 «Мурманськ»анг.    | 606              | 20 квітня 1979 | 10 грудня 1982   | 30 листопада 1983 | 7 січня 1998      |

Утилізація човнів проєкту проводилася за кошти Великої Британії і Норвегії.